# Wolder
Wolder, voorheen aangeduid als Wilre of Wilre in den Vroenhof, is een dorp en tevens een woonwijk van Maastricht, in de Nederlandse provincie Limburg. Wolder was tot 1920 de hoofdplaats van de in dat jaar door Maastricht geannexeerde gemeente Oud-Vroenhoven. Het dorp is tegenwoordig een van de 44 officiële buurten binnen de gemeente Maastricht.

## Ligging en verkeer

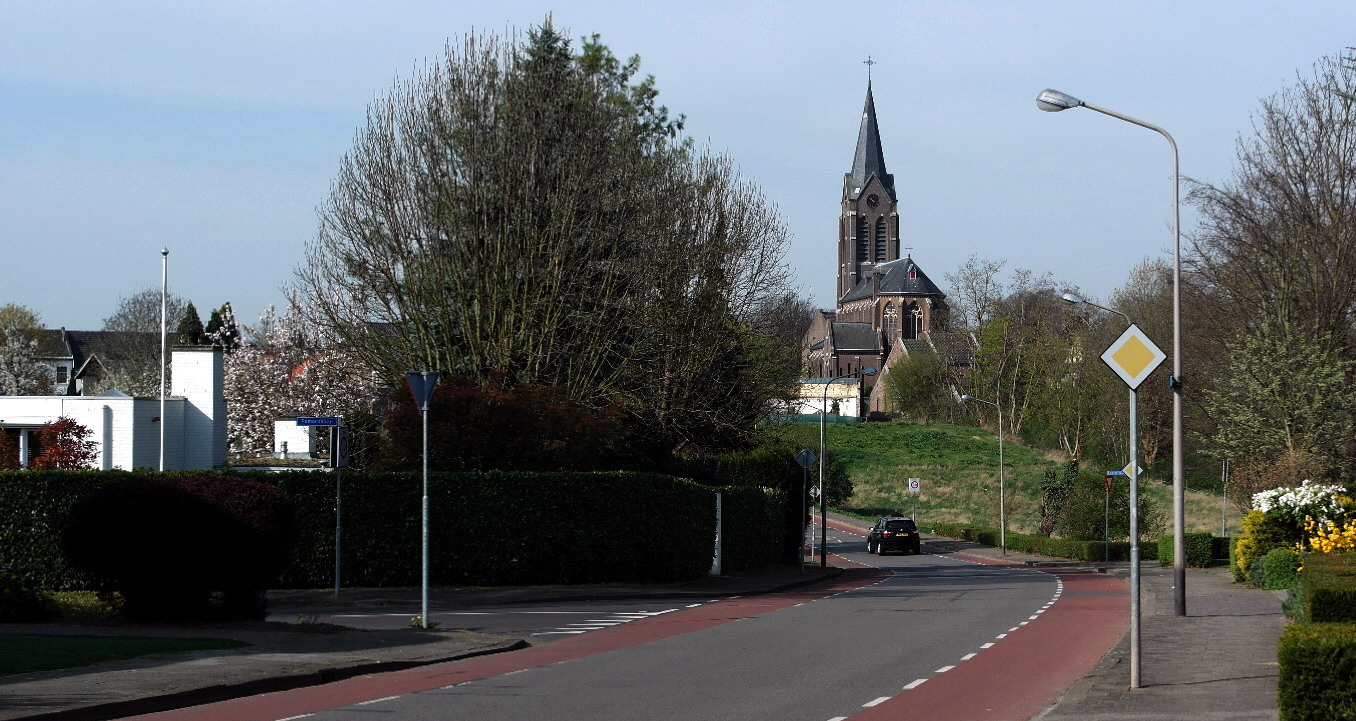
Gezicht op de St-Petrus-en-Pauluskerk vanaf de Médoclaan in Campagne

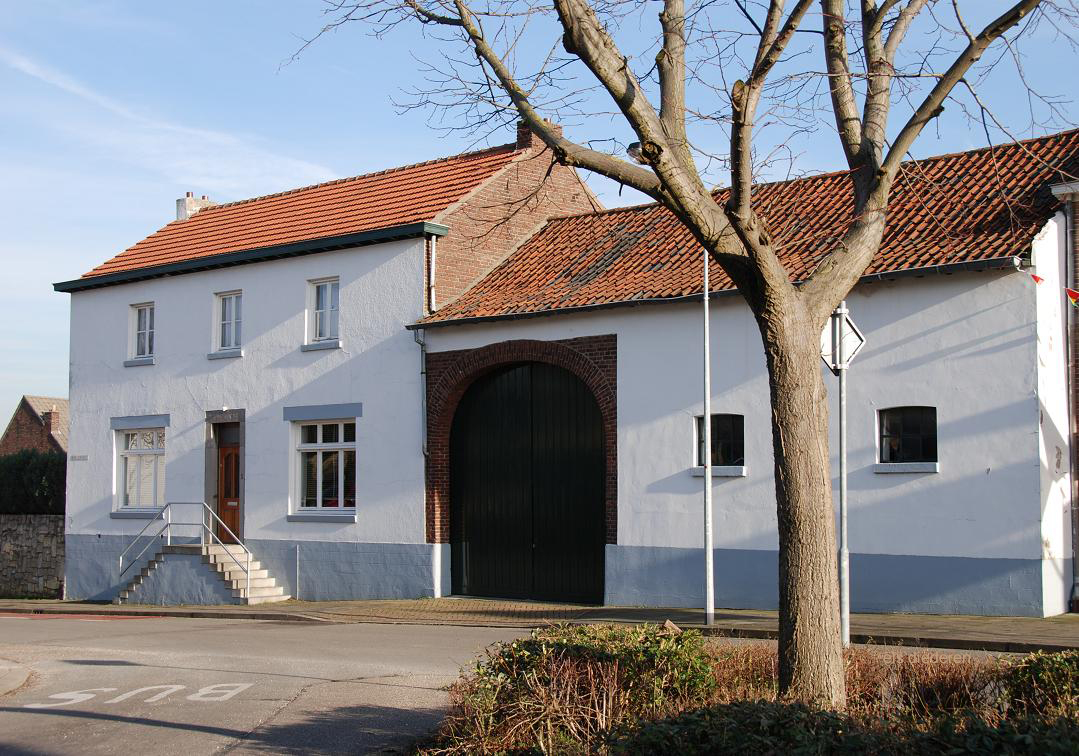
Boerderij aan het Mgr. Vranckenplein

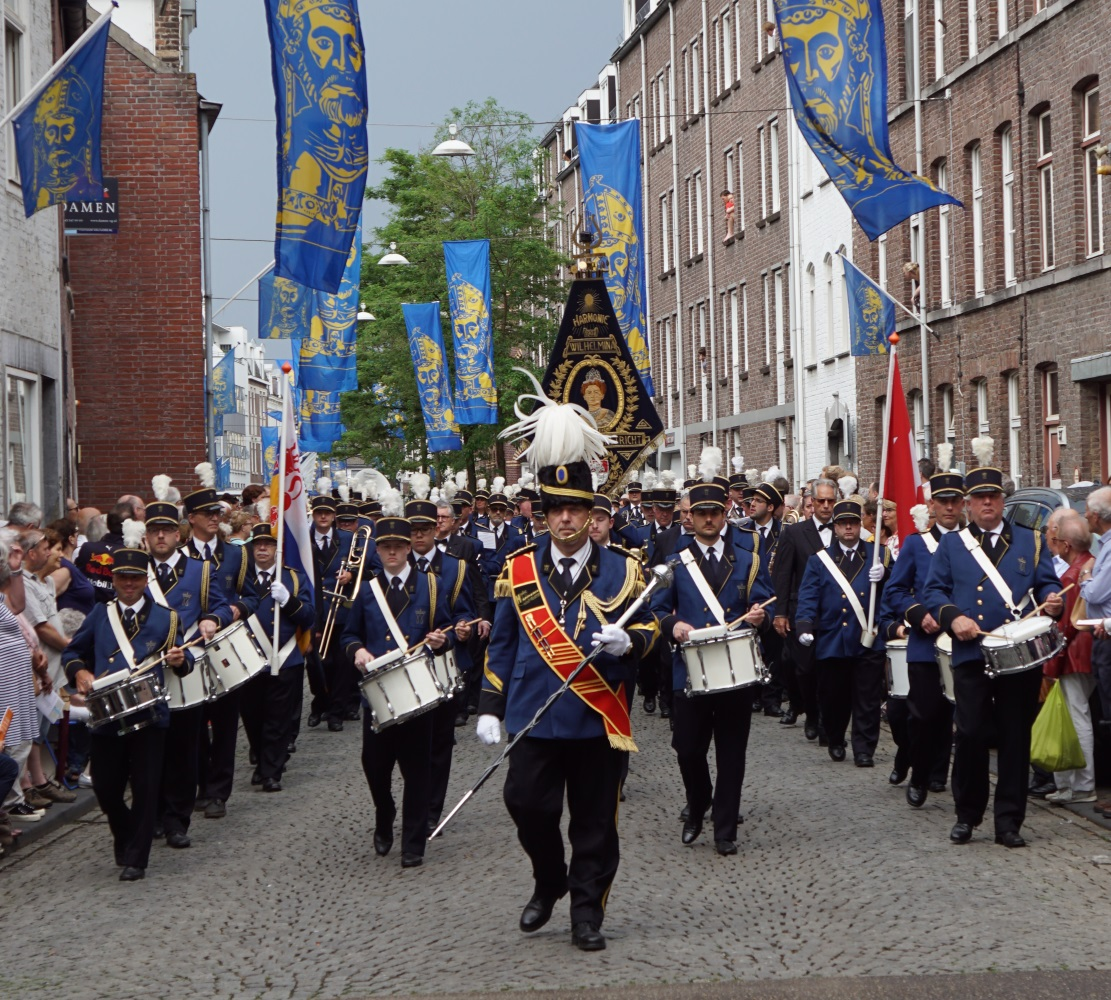
"De Blouwe" tijdens de Heiligdomsvaart van Maastricht (2018)

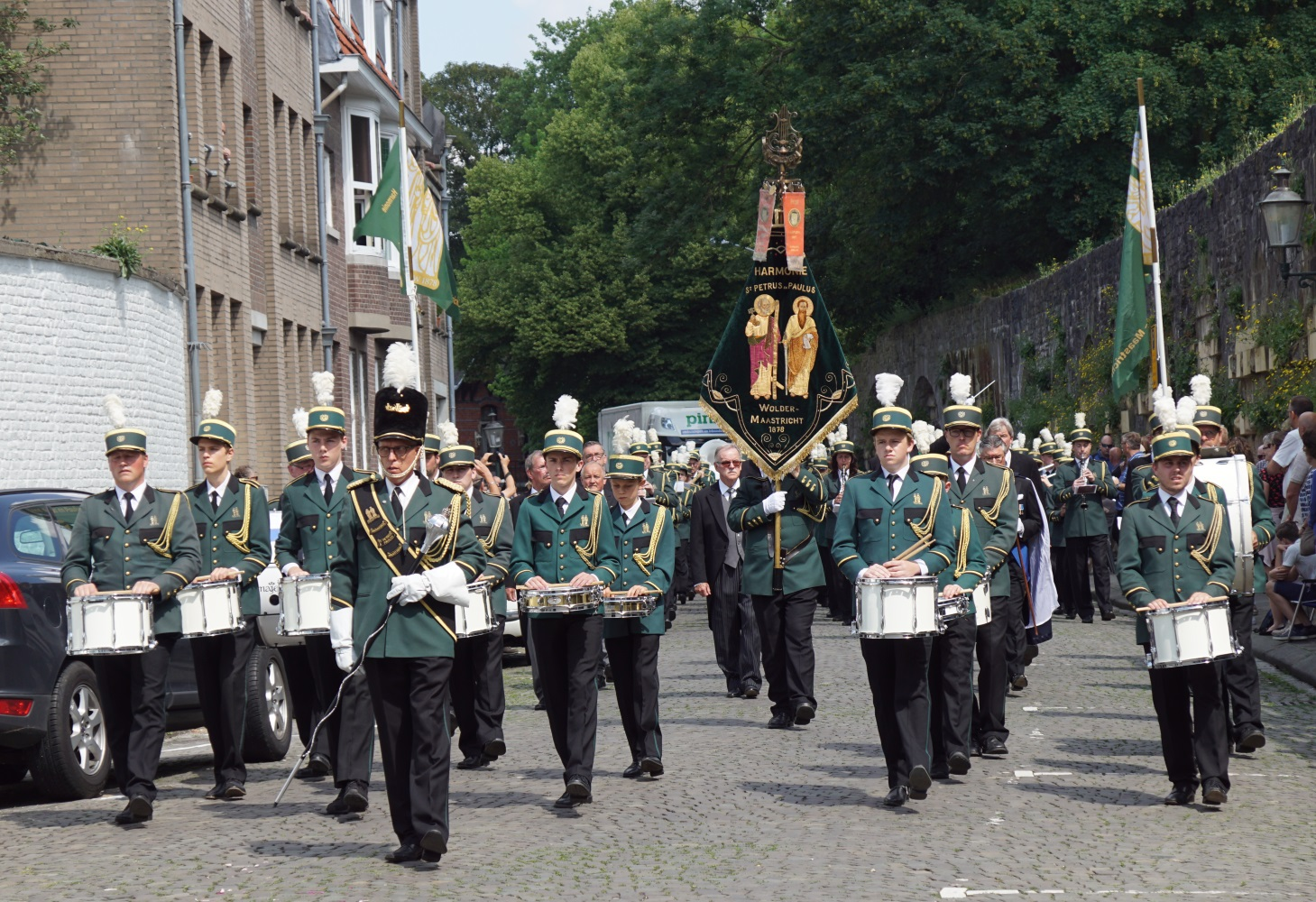
"De Greune" tijdens de Heiligdomsvaart van Maastricht (2018)

Wolder grenst in het noorden aan Daalhof, in het oosten aan Campagne en in het zuiden aan Sint-Pieter. In het westen ligt de landsgrens met België (Vroenhoven in de gemeente Riemst).
Wolder ligt aan de verbindingsweg tussen Tongeren en Maastricht, de Tongerseweg (N278), aangelegd tussen 1804 en 1813. Daarvoor was de Romeinsebaan de verbindingsweg tussen beide steden. Deze ligt iets noordelijker in Daalhof. Wolder ligt op een kleine hoogte, met in het zuidoosten de Louwberg, Cannerberg en het Droogdal van de Kleine en Lange Zouw .

## Geschiedenis
Wolder heeft een lange geschiedenis die teruggaat tot de Romeinse tijd. Tot 1794 behoorde het gebied rondom Wolder tot de graafschap van de Vroenhof, een Brabants leen. Van 1839 tot 1920 vormde het dorp de kern van de gemeente Oud-Vroenhoven. Bij de annexatie in 1920 wist de toenmalige gemeente Maastricht haar grondoppervlak te verveelvuldigen, aangezien Oud-Vroenhoven veel groter was dan Maastricht. Het reikte van Caberg tot aan Sint Pieter. De bebouwing van het dorp bestond vooral uit boerderijen, gelegen aan enkele straten en langs de verbindingswegen naar respectievelijk de Louwberg, Maastricht, Montenaken en Kesselt. Montenaken is de oude naam voor het huidige dorp Vroenhoven.
Op de Tranchotkaart nummer 83, een kaart van het Rijnland, gemaakt door de Pruisische officieren Jean Joseph Tranchot en von Müffling tussen 1803 en 1820 is Wolder inclusief zijn bebouwing duidelijk te zien.

## Voorzieningen
De huidige Rooms-katholieke parochiekerk van Wolder is de Sint-Petrus-en-Pauluskerk. Deze is gebouwd aan het eind van de 19e eeuw, als vervanging van een ouder middeleeuws kerkje. Verder is er in Wolder de Onze-Lieve-Vrouw-van-Fatimakapel.
Wolder heeft een beperkt aantal winkels en horecavoorzieningen. Het dorp beschikt over een basisschool. Tevens is er een sportcomplex, waar onder andere amateurvoetbalvereniging RKSV Leonidas-W gebruik van maakt.
De buurt is goed bereikbaar per openbaar vervoer: buslijn 3 van Arriva heeft er zijn eindpunt en buslijn 62 van De Lijn heeft een halte in Wolder.

## Religie en gemeenschapsleven

### Kermis en processie
Elk jaar is er twee keer kermis: in juni begint de jaarlijkse zomerkermis ("Bronkfeest") met een sacramentsprocessie en in november is er nog een najaarskermis. Op 11 november is het de feestdag van Sint Maarten en Sint Maarten ”eet niet mee in Biesland”: de zondag na Sint Maarten is de kermis in Biesland en de zondag daarna in Wolder.

### Harmonieën
Op muzikaal gebied is het dorp bekend vanwege zijn twee harmonieën: de Harmonie Sint Petrus en Paulus, in de volksmond "de greun" genoemd, en Harmonie Wilhelmina, ook wel "de blauw" genoemd, naar de kleuren van hun uniformen.

### Carnaval
In Wolder wordt jaarlijks aan het begin van de vastentijd carnaval gevierd, met als hoogtepunt de optocht op carnavalsmaandag. Hieraan doen veel verenigingen en eenlingen mee. Ook inwoners van omliggende (Belgische) dorpen worden bij de carnavalsviering betrokken.

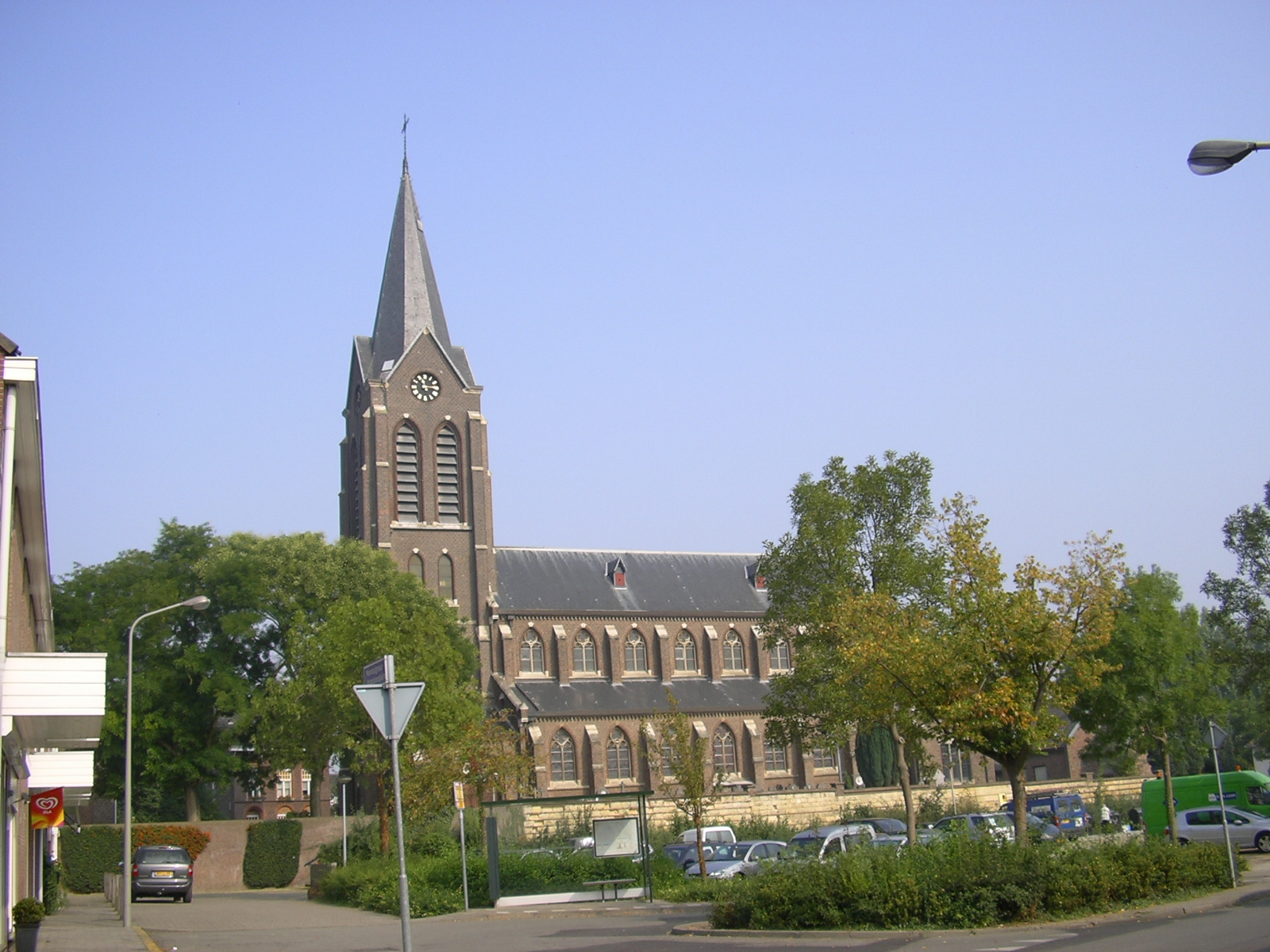
Sint-Petrus-en-Pauluskerk
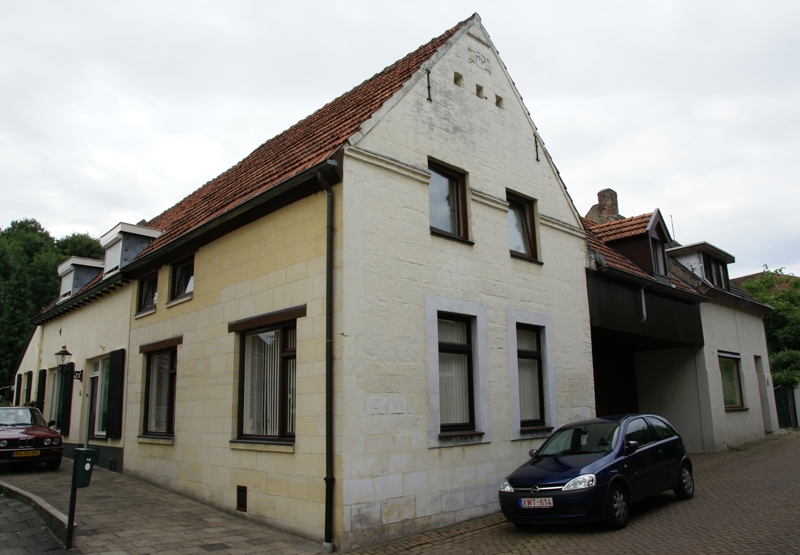
Pletzerstraat 14
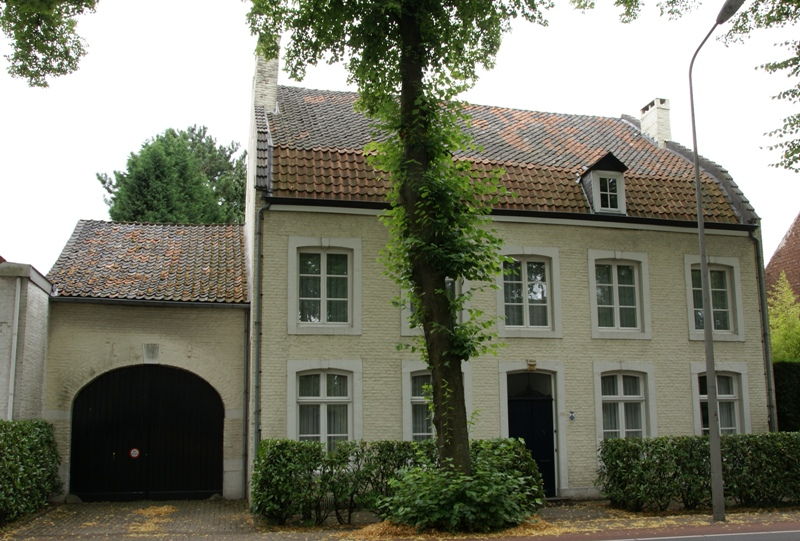
Tongerseweg 231
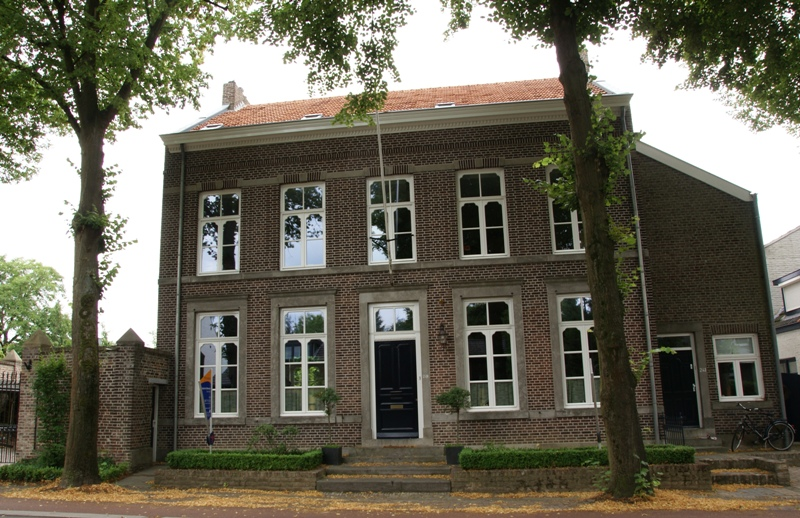
Tongerseweg 241